# Atractus careolepis
Atractus careolepis — вид змій родини полозових (Colubridae). Ендемік Колумбії. Описаний у 2014 році.

## Поширення і екологія
Atractus careolepis відомі з типової місцевості, розташованої на півострові Пунта-Бетін, в муніципалітеті Санта-Марта в департаменті Магдалена.